# برهان (منطق)
برهان، نوعی استدلال است که صورت آن از شکل‌های معتبر قیاس خصوصاً شکل یکم و مادهٔ آن هم باید از قضیه‌هایی تشکیل شود که درستیشان قطعی باشد.

## انواع برهان
برهان لمّی
اگر در برهان از علت به معلول پی برده شود به آن لمّی می‌گویند. مثلاً یک پزشک در یک روستا به پشه مالاریا برمی‌خورد و در می‌یابد که بیماری اهالی آن روستا از پشه مالاریا است.
برهان انّی
اگر از معلول به علت پی برده شود به آن برهان انّی می‌گویند. مثلاً یک پزشک از سرفه‌های خشک بیمارش پی می‌برد که بیماری او سل است.
برهان شبیه ان یا شبیه لم برهانی است که در آن از احدالمتلازمَتِین به دیگری پی می‌برند مانند برهان صدیقین